# Полный дом
«Полный дом» (англ. Full House) — американский ситком, транслировавшийся каналом ABC с 1987 по 1995 год.

## Сюжет
Дэнни Таннер — отец-одиночка троих маленьких детей. Поначалу воспитывать детей и заниматься хозяйством Дэнни помогала его мать, но затем он решил справиться со всем сам. Не выдержав, Дэнни позвал на помощь друзей, Джесси — брата погибшей жены и Джоуи — лучшего друга. Теперь мужчинам нужно принять на себя ответственность за троих детей и самим, наконец, повзрослеть.

## Актёрский состав
- Джон Стэймос — Джесси Гермес Катсополис, брат покойной жены Дэнни, многообещающий музыкант, позже муж Ребекки и дядя Ди Джея, Стефани и Мишель.
- Боб Сагет — Дэнни Таннер, спортивный комментатор, позже хозяин и соведущий утреннего шоу «Просыпайся, Сан-Франциско» вместе с Ребеккой Дональдсон и Овдовевший отец Ди Джея,Стефани и Мишель.
- Дейв Кулир — Джоуи Глэдстоун — комик, лучший друг Дэнни со школы
- Кэндис Камерон — Донна Джо «Ди Джей» Таннер, старшая дочь Дэнни и сестра Мишель и Стефани.
- Джоди Суитин — Стефани Таннер, средняя дочь Дэнни и сестра Ди Джея и Мишель.
- Мэри-Кейт и Эшли Олсен — Мишель Таннер, младшая дочь Дэнни и сестра Ди Джея и Стефани.
- Лори Локлин — Ребекка «Бекки» Дональдсон Катсополис — соведущая утреннего шоу «Просыпайся, Сан-Франциско», позже жена Джесси и тётя Ди Джея, Стефани и Мишель.
- Андреа Барбер — Кимми Гиблер, соседка Таннеров, лучшая подруга Ди Джея
- Скотт Уайнгер — Стив Хейл, бойфренд Ди Джей
- Блейк и Дилан Туоми-Уилхойты — Ники и Алекс Катсополисы, сыновья-близнецы Джесси и Ребекки

## Сезоны
| Сезоны  | Эпизоды | Дата первой серии | Дата последней серии |
| ------- | ------- | ----------------- | -------------------- |
| Сезон 1 | 22      | 22 Сентября, 1987 | 6 Мая, 1988          |
| Сезон 2 | 22      | 14 Октября, 1988  | 5 Мая, 1989          |
| Сезон 3 | 24      | 22 Сентября, 1989 | 4 Мая, 1990          |
| Сезон 4 | 26      | 24 Сентября, 1990 | 3 Мая, 1991          |
| Сезон 5 | 26      | 17 Сентября, 1991 | 12 Мая, 1992         |
| Сезон 6 | 24      | 22 Сентября, 1992 | 18 Мая, 1993         |
| Сезон 7 | 24      | 14 Сентября, 1993 | 17 Мая, 1994         |
| Сезон 8 | 24      | 27 Сентября, 1994 | 23 Мая, 1995         |

## Производство
Хотя действие сериала происходит в Сан-Франциско, и во вступительных титрах показаны Викторианские дома на Стейнер Стрит (Steiner Street), сам сериал был снят в Warner Brothers Studios в Лос-Анджелесе. Единственным эпизодом, снятым в Сан-Франциско, был «Невероятное приключение Кометы» — первый эпизод 8 сезона. Было также несколько сюжетов где «семейка», например на Гавайях (серия «Остров Таннеров» — 3 сезон) или в мире Уолта Диснея (серия «Дом встречает Мышь» — части 1 и 2—6 сезон).
«Полный дом» был произведён Jeff Franklin Productions & Miller-Boyett Productions в сотрудничестве с Lorimar-Telepictures (только первый сезон).
После первого сезона Мэри-Кейт Олсен и Эшли Олсен почти оставили сериал, так как их реальная мать была против их съёмок, и не хотела лишать их нормального детства. Она согласилась на съёмки после того, как им существенно подняли гонорар.
К главным героям присоединилась Ребекка Дональдсон в третьем сезоне, которая изначально задумывалась как персонаж на несколько серий во втором сезоне.
В 5 сезоне дебютировали персонажи Никки и Алекс. Персонажи были созданы для того, чтобы добавить популярности близнецам Олсен, хотя не были так популярны как сёстры. В 5 сезоне их играли Даниэль и Кевин Рентериа, в 6 сезоне — Блэйк и Дилан Туоми-Уилхойт.

## Российская адаптация сериала
«Дом кувырком» — русская версия (производства кинокомпании «Леан-М») ситкома, стартовала 22 марта 2008 года. Режиссёром фильма является Алексей Кирющенко. Главный герой — Андрей Тихомиров. В главных ролях: Алексей Мясников, Михаил Полицеймако, Юрий Квятковский, Раиса Рязанова, София Озерова, Алёна Монахова, Алиса Цветкова, София Цветкова.